# 迪恩蓝洞

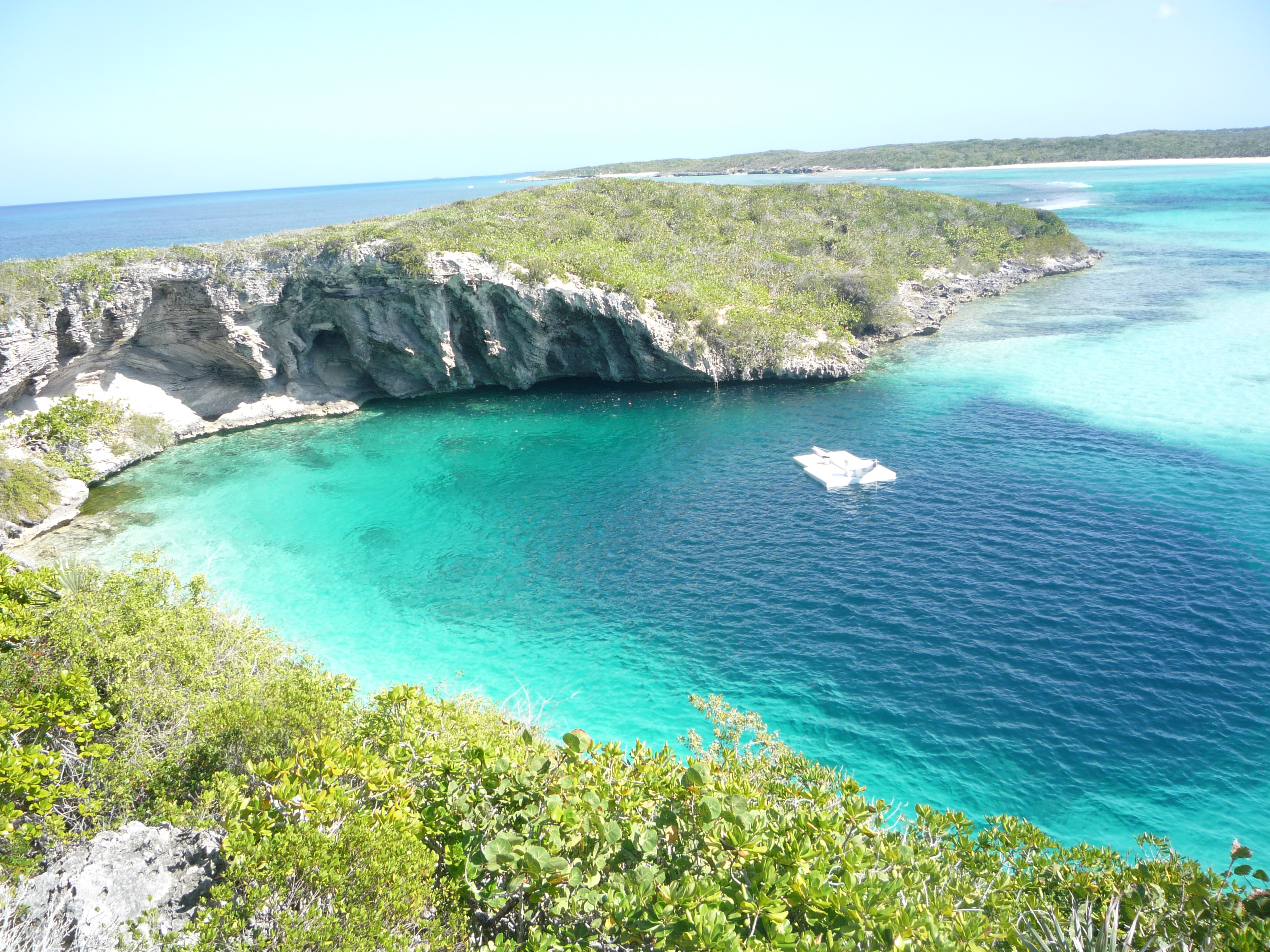
迪恩蓝洞

迪恩蓝洞（Dean's Blue Hole）是位于巴哈马长岛南部北岸克拉伦斯镇以西的海湾中的一座海洋蓝洞，深度为202（663英尺），是目前已知第二深的咸水蓝洞。迪恩蓝洞周围三面环山，一面是沙滩。洞内的水流与外界隔绝。洞口最大直径35米，洞口以下20米深处洞内直径超过100米。该蓝洞是著名的潜水胜地，每年在此举行蓝洞深度挑战赛（Vertical Blue Depth Competition，简称VB）。